# Ermita de San Miguel de Izaga
San Miguel de Izaga, es la ermita románica de la Peña Izaga, situada en el valle de Izagaondoa (Navarra). Se realiza una romería todos los años el día de la Trinidad.

## Historia
La primera noticia que se tiene de esta ermita es de 1084. Cuando Sancha Oriol deja a su hija Sancha Sánchez, la iglesia de Izaga. Más tarde está iglesia fue donada al Monasterio de Leyre.
Data de finales del siglo XII. El templo está compuesto por un cuerpo de tres naves, sobre pilares cruciformes y pilastras cilíndricas, con cubierta de madera en sus dos primeros tramos y de medio cañón en el central y de cuarto de cañón en los laterales y en los otros dos tramos.
En el XVI San Miguel era iglesia anexa a la de Zuazu. La imagen de San Miguel de la ermita, recibe el nombre de “El Criadico”. El amo es la imagen titular de San Miguel que allí está todo el año; y el criado, o "criadico", es esa otra imagen de San Miguel, más pequeña que se guarda en la iglesia de Zuazu.